# Direct Air
Direct Air – amerykańska czarterowa linia lotnicza z siedzibą w Myrtle Beach, w stanie Karolina Południowa.